# Where I'm From
Where I'm From è un singolo del gruppo musicale danese Lukas Graham pubblicato il 5 novembre 2020.

## Descrizione
Il brano vede la collaborazione vocale del rapper statunitense Wiz Khalifa.

## Tracce
1. Where I'm From – 3:17